# Sibine iolans
Sibine iolans är en fjärilsart som beskrevs av Dyar 1927. Sibine iolans ingår i släktet Sibine och familjen snigelspinnare. Inga underarter finns listade i Catalogue of Life.